# Bran
Bran (německy Törzburg, maďarsky Törcsvár) je obec v rumunské župě Brašov. Nachází se přibližně 30 km jižně od města Brašov. Žije zde přibližně 4 900 obyvatel. Stejné jméno nese i nedaleký hrad, v současné době ve vlastnictví rodu von Habsburg-Lothringen.

## Román Drákula a hrad Bran

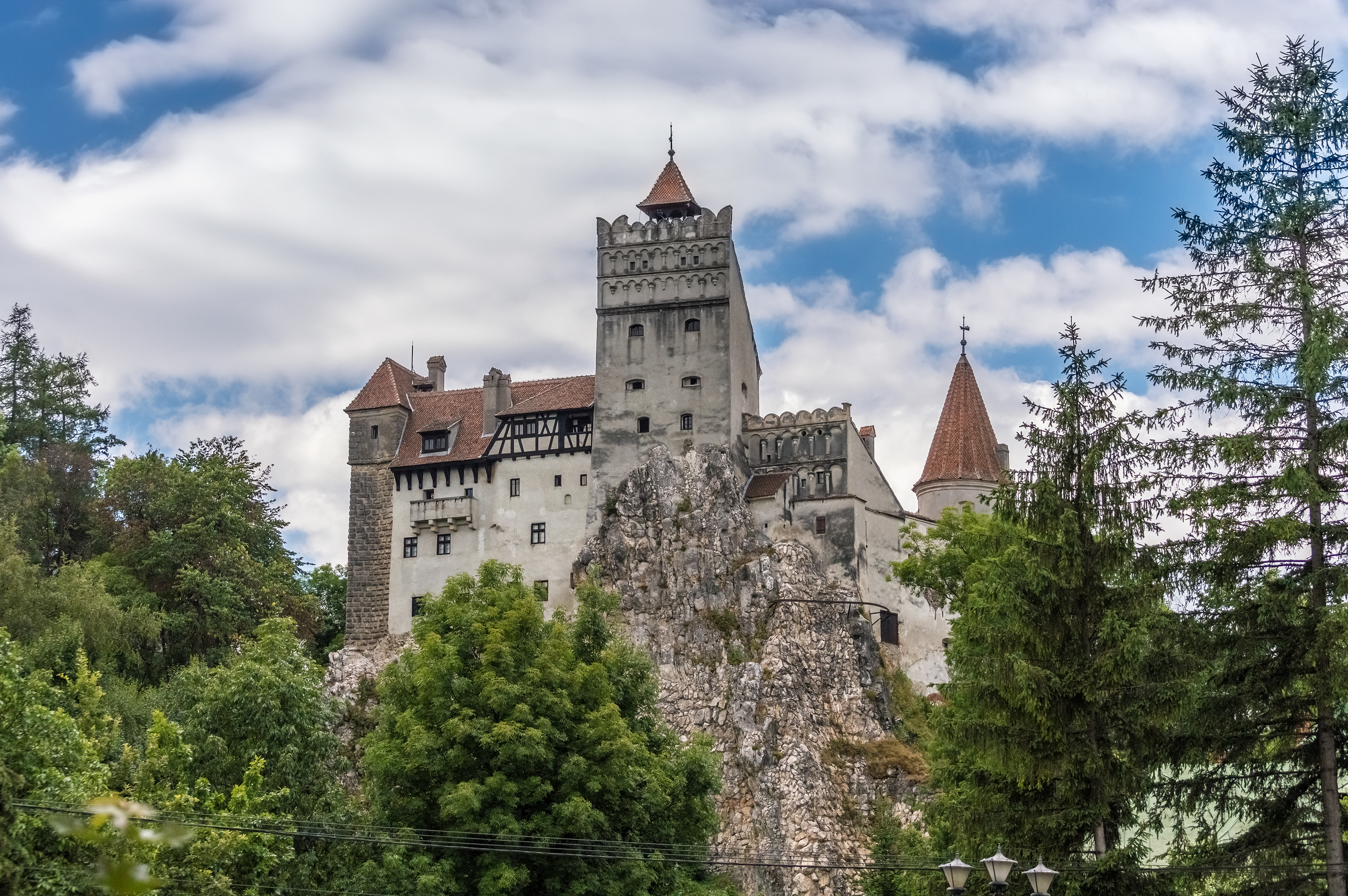
„Drákulův hrad" Bran

Na jednom z blízkých kopců nad obcí se nachází středověký hrad Bran ze 14. století. Jedná o populární turistický cíl, zejména díky románu Drákula od Brama Stokera. Bram Stoker vylíčil v tomto románu Drákulův hrad podle popisu hradu Bran, i když s románovým příběhem skutečný hrad nijak nesouvisí. Vlad Ţepeş na hradu nesídlil a Stoker toto místo sám nenavštívil.

## Partnerská města
- Balčik, Bulharsko
- Ząbkowice Śląskie, Polsko